# Willy Mertens (atleet)
Willy Mertens (14 januari 1944) is een Belgische voormalige atleet, die zich had toegelegd op de middellange afstand. Hij werd driemaal Belgisch kampioen.

## Biografie
In 1963, 1965 en 1967 veroverde Mertens de Belgische titel op de 800 m. Hij was aangesloten bij Looise Atletiekvereniging.

## Belgische kampioenschappen
| Onderdeel | Jaar             |
| --------- | ---------------- |
| 800 m     | 1963, 1965, 1967 |

## Persoonlijk record
| Onderdeel | Prestatie | Datum            | Plaats |
| --------- | --------- | ---------------- | ------ |
| 800 m     | 1.47,9    | 23 augustus 1967 | Oslo   |

## Palmares
800 m
- 1963:  BK AC - 1.52,2
- 1965:  BK AC - 1.52,2
- 1967:  BK AC - 1.52,5